# 2015년 사나 모스크 폭탄 테러
2015년 사나 모스크 폭탄 테러는 2015년 3월 20일 예멘 사나에서 네차례 발생한 자살 폭탄 테러이다. 142명이 사망하고 351명 이상이 부상당했다. 이 수는 예멘 역사상 가장 많은 사상자를 낸 테러 사건이다.